# Desi Arnaz Jr.
Desi Arnaz Jr., pseudonimo di Desiderio Alberto Arnaz IV (Los Angeles, 19 gennaio 1953), è un attore statunitense.

## Biografia
Nato a Los Angeles (California), è figlio dell'attrice e cantante Lucille Ball (1911-1989) e dell'attore e musicista Desi Arnaz (1917-1986). Sua sorella è l'attrice e cantante Lucie Arnaz.
Nel 1964, a dodici anni, entra come batterista nel gruppo musicale Dino, Desi & Billy, di cui fanno parte anche Dean Paul Martin ("Dino", figlio dell'attore e cantante Dean Martin) e il loro amico Billy Hinsche.
Dal 1968 al 1974 recita insieme alla madre Lucille Ball e alla sorella Lucie Arnaz nella sitcom Here's Lucy. Nel 1968 recita in alcuni episodi di The Mothers-In-Law. Nel 1970 appare ne La famiglia Brady. Nel 1972 vince il Golden Globe per il miglior attore debuttante per la sua interpretazione nel film Cielo rosso all'alba. Nel 1973 ottiene il ruolo da protagonista nel film Marco, un musicale sulla vita di Marco Polo che però non riscontra successo.
Nel 1974 recita al fianco di Gregory Peck nel western La mia pistola per Billy. Due anni dopo (1976) appare in alcuni episodi de Le strade di San Francisco.
Nel 1977 è protagonista del film d'avventura Joyride, in cui recitano anche Robert Carradine, Melanie Griffith e Anne Lockhart, per la regia di Joseph Ruben.
Nel periodo 1983-1984 recita nella serie televisiva di fantascienza Automan.
Nel 1992 appare nel film I re del mambo.
Nel periodo 1998-2010 è in tour con una nuova formazione del gruppo di quando era ragazzo, chiamato Ricci, Desi & Billy, in cui Dean Paul Martin, deceduto nel 1987, è sostituito dal fratello Ricci Martin.
Dal 2002 al 2007 circa è vicepresidente del consiglio di amministrazione del Lucille Ball–Desi Arnaz Center situato a Jamestown (New York). Nel 2007 appare al TV Land Award insieme alla sorella per accettare un premio assegnato postumo alla loro madre.

## Vita privata
Arnaz ha una figlia, Julia, avuta nel 1968 dalla modella Susan Callahan-Howe, quando entrambi avevano 15 anni. La paternità è stata dimostrata tramite un test di paternità nel 1991.
All'età di 17 anni ha frequentato l'attrice Patty Duke quando lei ne aveva 23, accompagnandola tra l'altro alla cerimonia degli Emmy Awards nel 1970. Inoltre è stato legato anche ad un'altra celebre artista più anziana di lui, Liza Minnelli; i due apparvero insieme ai Premi Oscar 1973.
Nel 1979 ha sposato l'attrice Linda Purl, ma la donna ha richiesto e ottenuto il divorzio nel gennaio 1980.
Nell'ottobre 1987 ha sposato Amy Laura Bargiel. La coppia ha avuto una figlia e viveva in Nevada. I due sono stati insieme fino alla morte di Amy, avvenuta nel 2015 a causa di un tumore.

## Filmografia parziale

### Cinema
- Cielo rosso all'alba (Red Sky at Morning), regia di James Goldstone (1971)
- La mia pistola per Billy (Billy Two Hats), regia di Ted Kotcheff (1974)
- Un matrimonio (A Wedding), regia di Robert Altman (1978)
- La truffa (Fake-Out), regia di Matt Cimber (1982)
- La casa delle ombre lunghe (House of the Long Shadows), regia di Pete Walker (1983)
- I re del mambo (The Mambo Kings), regia di Arne Glimcher (1992)

### Televisione
- Love Boat (The Love Boat) – serie TV, 2 episodi (1978)
- Automan – serie TV, 13 episodi (1984)

## Doppiatori italiani
Nelle versioni in italiano delle opere in cui ha recitato, Desi Arnaz Jr. è stato doppiato da:
- Gianni Giuliano in Un matrimonio
- Oliviero Dinelli in Love Boat
- Massimo Rossi in La casa dalle ombre lunghe
- Federico Danti in Automan